# Warrior on the Edge of Time
| 전문가 평가                       | 전문가 평가 |
| 평가 점수                         | 평가 점수   |
| 출처                              | 점수        |
| --------------------------------- | ----------- |
| Allmusic                          | [ 2 ]       |
| The Encyclopedia of Popular Music | [ 3 ]       |

《Warrior on the Edge of Time》은 1975년 5월 9일에 발매된 영국의 스페이스 록 밴드 호크윈드의 다섯 번째 스튜디오 음반이다. 많은 가사가 마이클 무어콕에 의해 만들어졌고, 이 음반은 무어콕의 소설 영원한 챔피언의 개념에 느슨하게 기반을 두고 있다. 이 음반은 13위로 정점을 찍은 이 밴드의 가장 높은 차트 음반이었고, 150위로 정점을 찍은 미국 《빌보드》 차트에 오른 세 번째이자 마지막 음반이었다. 《멜로디 메이커》는 음반을 혹평하고 특히 보컬 작업을 비판한 반면 올뮤직 가이드는 작사 작곡과 같은 특징에 대해 음반에 찬사를 보냈다. 이 음반은 또한 이 밴드의 베이시스트 레미 킬미스터가 참여하는 마지막 음반이 될 것인데, 그는 이 음반이 발매되기 하루 전에 이 밴드에서 해고되었다.

## 배경
1974년 내내 호크윈드는 영국, 유럽, 북미를 돌며 그 해 《Hall of the Mountain Grill》 음반에 수록된 세트를 주로 작곡했다. 이례적으로 마이클 무어콕의 1974년 라이브 음반 《The 1999 Party》에 실린 그의 허구적 성격을 바탕으로 한 몇몇 시를 제외하고는 새로운 자료가 소개되지 않았다.

## 커버 아트
오리지널 음반 커버는 커다란 방패 모양으로 펼쳐져 실루엣이 있는 전사가 명백히 바닥이 없는 틈새의 가장자리에 서 있다는 것을 드러낸다. 협곡 반대편의 풍경은 거울상으로, 또 다른 일몰이 지는 가운데 이 전체 모습을 자세히 들여다보면 헬멧을 쓴 얼굴이 드러난다. 커버의 뒷면에는 무어콕의 책에 묘사된 것처럼 혼돈의 상징이 새겨진 청동 방패가 묘사되어 있다.

## 곡 목록
| #  | 제목                             | 작사·작곡                                          | 재생 시간 |
| -- | -------------------------------- | -------------------------------------------------- | --------- |
| 1. | 〈Assault and Battery (Part 1)〉 | 데이브 브록                                        | 5:35      |
| 2. | 〈The Golden Void (Part 2)〉     | 브록                                               | 4:35      |
| 3. | 〈The Wizard Blew His Horn〉     | 마이클 무어콕, 사이먼 하우스, 앨런 파월, 사이먼 킹 | 2:00      |
| 4. | 〈Opa-Loka〉                     | 파월, 킹                                           | 5:40      |
| 5. | 〈The Demented Man〉             | 브록                                               | 4:20      |

| #   | 제목                     | 작사·작곡                | 재생 시간 |
| --- | ------------------------ | ------------------------ | --------- |
| 6.  | 〈Magnu〉                | 브록                     | 8:40      |
| 7.  | 〈Standing at the Edge〉 | 무어콕, 하우스, 파월, 킹 | 2:45      |
| 8.  | 〈Spiral Galaxy 28948〉  | 하우스                   | 3:55      |
| 9.  | 〈Warriors〉             | 무어콕, 하우스, 파월, 킹 | 2:05      |
| 10. | 〈Dying Seas〉           | 닉 터너                  | 3:05      |
| 11. | 〈Kings of Speed〉       | 무어콕, 브록             | 3:25      |

| #   | 제목          | 작사·작곡     | 재생 시간 |
| --- | ------------- | ------------- | --------- |
| 12. | 〈Motorhead〉 | 레미 킬미스터 | 3:02      |

## 인증
| 국가                       | 인증 | 판매량/출하량 |
| -------------------------- | ---- | ------------- |
| 영국 (BPI)                 | 실버 | 60,000^       |
| ^출하량을 기반으로 한 인증 |      |               |